# Indstilling
I film og tv er en indstilling et antal frames, der løber uafbrudt i bestemt stykke tid. En indstilling slutter først, når filmen klipper til en ny indstilling. Sammensætningen af indstillinger er en central del af filmsproget, hvor kameravinkler, overgange og klipninger kan bruges til at udtrykke følelser, idéer og bevægelse. Betegnelsen indstilling kan bruges til at tale om to forskellige dele i produktionen af film:
1. I filmproduktion starter en indstilling når kameraet starter med at optage og slutter først, når kameraet stopper med at optage.
2. I filmredigering er en indstilling den fortløbende billedsekvens, man kan se mellem to klip.